# 市政會館

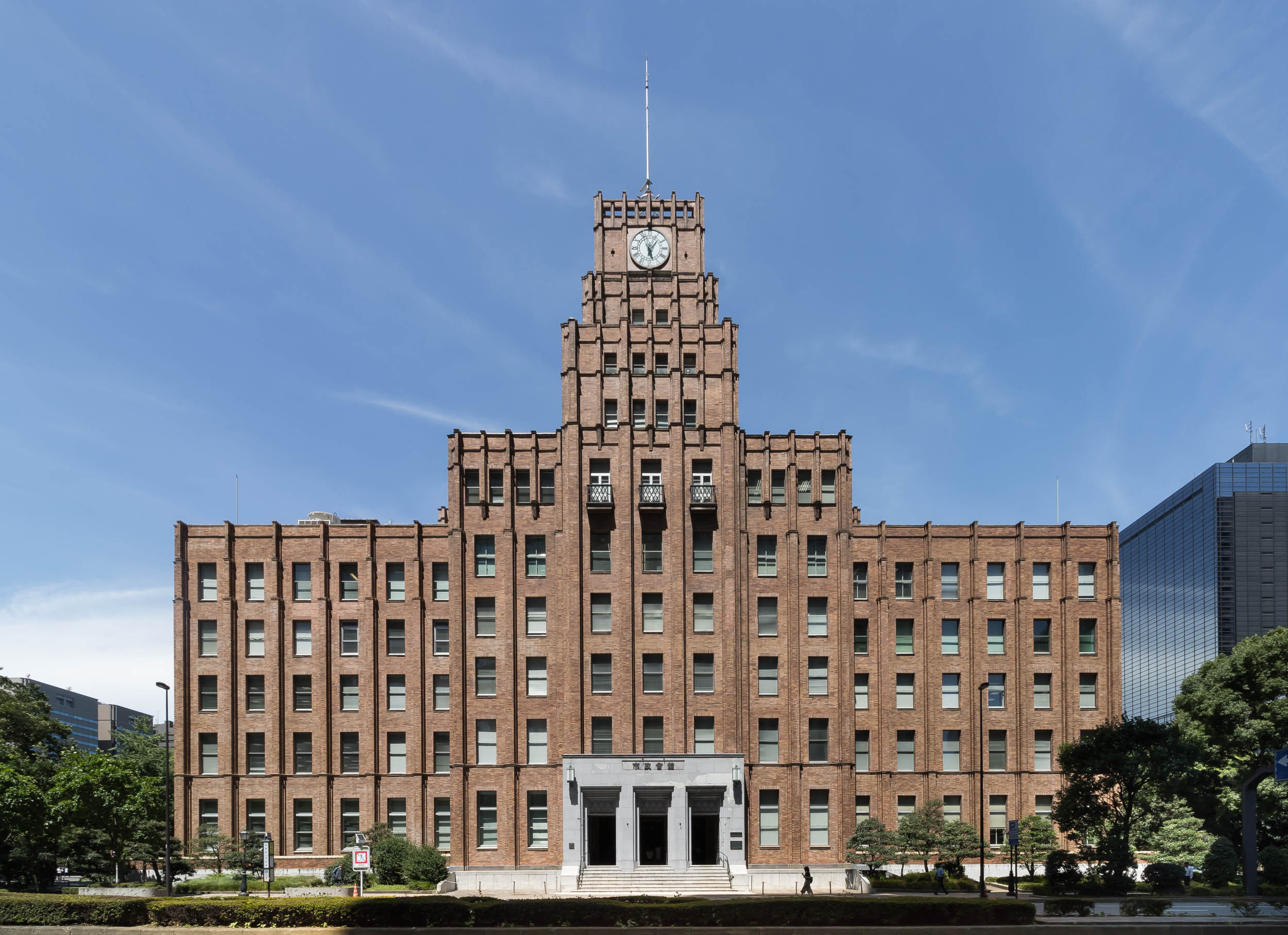

市政會館（日语：しせいかいかん）是位於日本東京都千代田區日比谷公園內的一座多功能建築。該建築曾是同盟通信社及其後身時事通信社的總部所在地。這座建築的設計者是佐藤功一。這座建築是東京都選定歷史建築造物。

## 外部連結
- 公益財団法人後藤・安田記念東京都市研究所 （页面存档备份，存于）
- 公益財団法人東京観光財団 市政会館 （页面存档备份，存于）